# St. Margarethen (Wald)

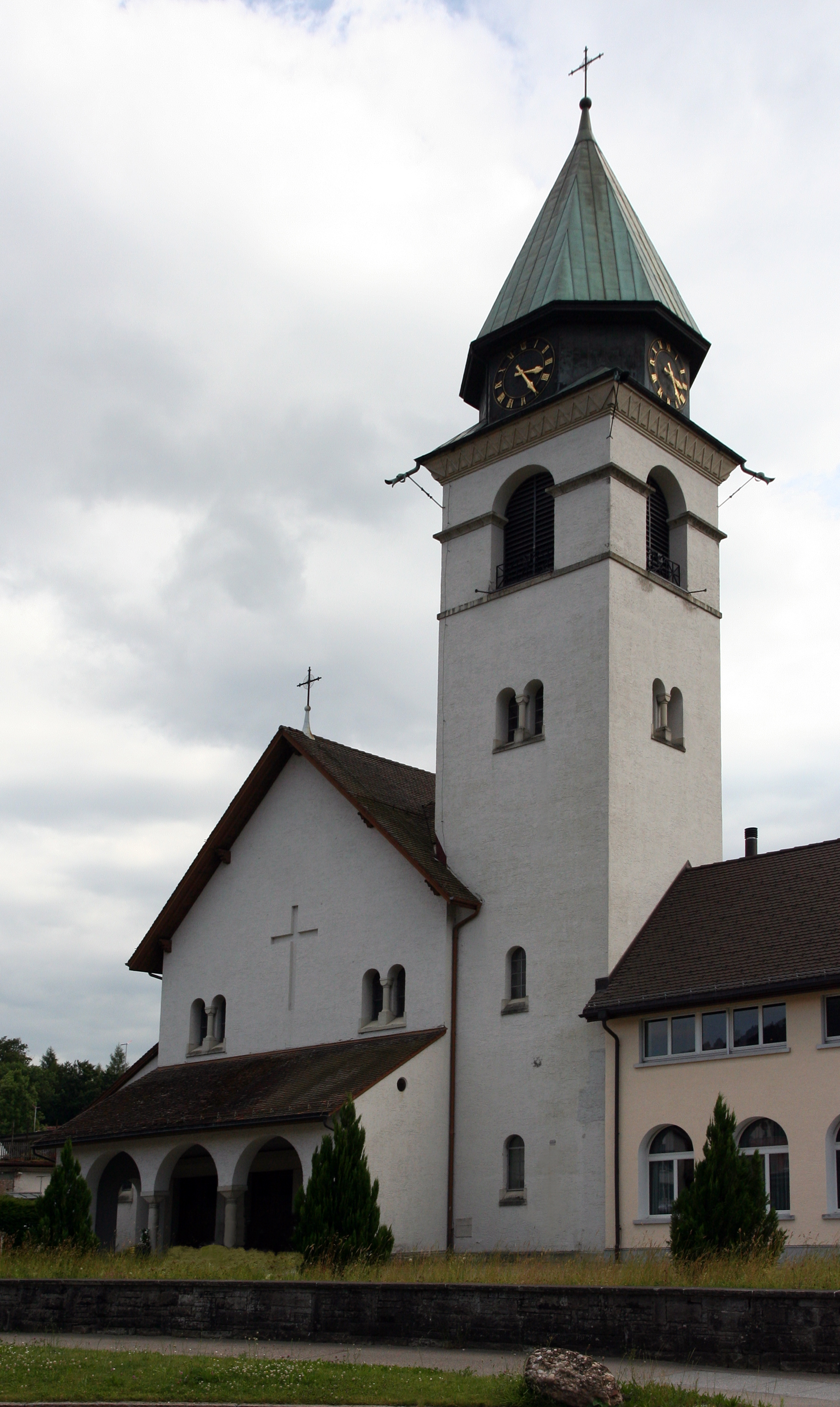
Kirche St. Margarethen in Wald ZH

Die Kirche St. Margarethen ist die römisch-katholische Pfarrkirche von Wald ZH im Zürcher Oberland. Sie steht an der Rütistrasse 31. 

## Geschichte

### Vorgeschichte und Namensgebung
Der christliche Glaube kam erstmals durch die Römer in die Region des heutigen Zürcher Oberlandes. Im Römerkastell Irgenhausen am Pfäffikersee ist das Fundament der ersten christlichen Kirche der Region noch heute zu sehen. Nach dem Zusammenbruch des Römischen Reichs kam der christliche Glaube ein zweites Mal durch die Mönche Gallus und Columban in die Ostschweiz. In Wald ist eine Kirche St. Margarita in einer Urkunde aus dem Jahr 1217 erstmals erwähnt. Wegen dieser mittelalterlichen Kirche ist auch die heutige katholische Kirche von Wald ZH der Hl. Margareta geweiht. Seit der Reformation in Zürich ab dem Jahr 1523 war der katholische Gottesdienst auch im Gebiet des heutigen Kantons Zürich verboten, weshalb die Kirche von Wald ZH fortan für reformierte Gottesdienste verwendet wurde. Erst im 19. Jahrhundert war es möglich, dass im Kanton Zürich wieder katholische Gottesdienste gefeiert werden durften. Das Toleranzedikt aus dem Jahr 1807 erlaubte den zugewanderten Katholiken, wieder katholische Gottesdienste zu feiern, vorerst allerdings nur in der Stadt Zürich. Bei der Gründung der modernen Eidgenossenschaft im Jahr 1848 wurde in der Verfassung die Glaubens- und Niederlassungsfreiheit verankert, sodass der Aufbau katholischer Gemeinden im ganzen Kanton Zürich möglich wurde. Aufgrund der Industrialisierung, die im Zürcher Oberland zahlreiche Arbeitsstellen schuf, zogen in der Folge Menschen aus katholischen Gebieten aus der Zentralschweiz, der Ostschweiz, aber auch aus dem nahen Ausland in die Region. Im Juni 1866 wurde im Gasthaus Pilgersteg, das zwischen Dürnten und Rüti ZH lag, die erste Hl. Messe seit der Reformation im Zürcher Oberland gefeiert. Die Kapuzinerpatres des Klosters Rapperswil hatten sich dem Bistum Chur gegenüber verpflichtet, die Seelsorge im Zürcher Oberland zu übernehmen. Die damals zugewanderten Katholiken waren meist arm und lebten in der ganzen Region verstreut, was den Aufbau einer katholischen Gemeinde erschwerte.

### Entstehungs- und Baugeschichte
Als in den 1870er Jahren die Zahl der Katholiken im Zürcher Oberland rasch anstieg, beschloss die Inländische Mission, ein von Johann Melchior Zürcher-Deschwanden gegründetes Hilfswerk mit dem Ziel, in der Diaspora Pfarreien zu errichten, in Wald eine Kirche zu bauen. Wald war ausgewählt worden, weil dieser Ort damals der Mittelpunkt der katholischen Niedergelassenen gewesen war. Der Fabrikant Hotz machte den Vorschlag, den Gasthof Zum Ochsen samt Gelände zu kaufen, an den man eine Kirche hätte anbauen können. Im Jahr 1872 wurde die Liegenschaft Zum Ochsen erworben und neben dem Haus ein Anbau errichtet, der einer Kirche ähnlich war. Die Familie Ebnöther-Gubelmann, welche bis dahin im Restaurant Zum Pilgersteg wohnhaft gewesen war, übernahm das Restaurant Zum Ochsen in Wald. Damit war das Ende der Missionsstation Zum Pilgersteg gekommen. Am 6. September 1874 wurde die St. Margarethenkirche samt einer Glocke vom Guardian des Kapuzinerklosters Rapperswil eingesegnet. Es handelte sich um eine schlichte Saalkirche mit angebautem polygonalen Chor. In den darauffolgenden Jahren wurde die Ausstattung der Kirche schrittweise ergänzt, so im Jahr 1887 durch einen neuen Tabernakel, zwei Seitenaltären und einer Ausmalung des Chorraums. Im Jahr 1877 wurde die Pastoration von Oberholz durch den Bischof von St. Gallen an die Missionsstation Wald übergeben. Ab 1882 wurde die Missionsstation nicht mehr von den Kapuzinerpatres von Rapperswil, sondern von Weltgeistlichen betreut. Im Jahr 1882 wurde die Missionsstation Wald zur eigenständigen Pfarrei erhoben. 1883 wurde das Gasthaus Zum Ochsen nebenan neu erbaut; das alte Gasthaus Zum Ochsen wurde zum Pfarrhaus umgewidmet und im folgenden Jahr umgebaut. Da die Anzahl der Katholiken stetig stieg und die Kirche zu klein wurde, musste nach einem Bauplatz für eine neue katholische Kirche gesucht werden. Im Jahr 1915 wurde der Bauplatz an der Gartenstrasse für die heutige Kirche gekauft. Im Jahr 1920 erwarb der katholische Verein Christlich-soziale Vereinshausgenossenschaft die Liegenschaft Baumgarten, wodurch mehr Platz für die Entwicklung des katholischen Lebens in Wald zur Verfügung gestellt werden konnte. Am 2. Juni 1920 führten die Katholiken in Wald erstmals seit der Reformation eine Fronleichnamsprozession durch. Dieses öffentliche Bekenntnis des Glaubens fand damals bei den Gemeindebehörden des traditionell reformierten Ortes kein Verständnis. Erst ein bundesgerichtlicher Entscheid aus dem Jahr 1923 ordnete das Prozessionsbegehren der Katholiken. Im Jahr 1925 genehmigte die Generalversammlung des Männervereins die Baupläne für die neue Kirche in Wald. Diese wurden durch Joseph Steiner, Schwyz erstellt. Um die finanziellen Mittel bereitzustellen, wurde die Liegenschaft Zum Ochsen samt alter Kirche verkauft. Am 4. Juli 1926 fand die Grundsteinlegung für die neue Kirche sowie das angegliederte Pfarreizentrum statt. Am 9. Oktober 1927 wurde die neue St. Margarethen-Kirche durch den Bischof von Chur, Georg Schmid von Grüneck, eingesegnet. Auch wenn in den „Erinnerungsblättern“ von Vikar Pontalti und in Zeitungsartikeln von einer St. Josefskirche gesprochen wurde, erhielt auch die neue Kirche als Patronin die St. Margareta. In den folgenden Jahrzehnten wurde die Kirche schrittweise ausgestaltet. Im Jahr 1954 erhielt der Glockenturm ein neues, fünfstimmiges Geläute. Am 7. November 1954 wurden nicht nur die Glocken, sondern auch die von Bauschulden befreite Kirche von Bischof Christian Caminada geweiht. Nach der öffentlich-rechtlichen Anerkennung der katholischen Kirche im Kanton Zürich im Jahr 1963 konnte dank den finanziellen Mitteln die Sanierung und Anpassung der Kirche an die Liturgiekonstitution des Zweiten Vatikanischen Konzils angegangen werden. Ein erstes Projekt wurde im Jahr 1969 abgelehnt, ein kleineres Projekt zwei Jahre später dagegen angenommen. Unter Architekt Herbert Oberholzer, Rapperswil wurden die Kirche und das Pfarrhaus einer umfassenden Sanierung unterzogen, welche bis zum 1. Juli 1973 abgeschlossen war. 1974 folgte der Einbau einer neuen Orgel. 2006–2008 wurde das Pfarreizentrum umfassend saniert.
Die Pfarrei St. Margarethen ist mit ihren 2'828 Mitgliedern (Stand 2021) eine der kleineren katholischen Kirchgemeinden des Kantons Zürich.

## Baubeschreibung

### Kirchturm und Äusseres

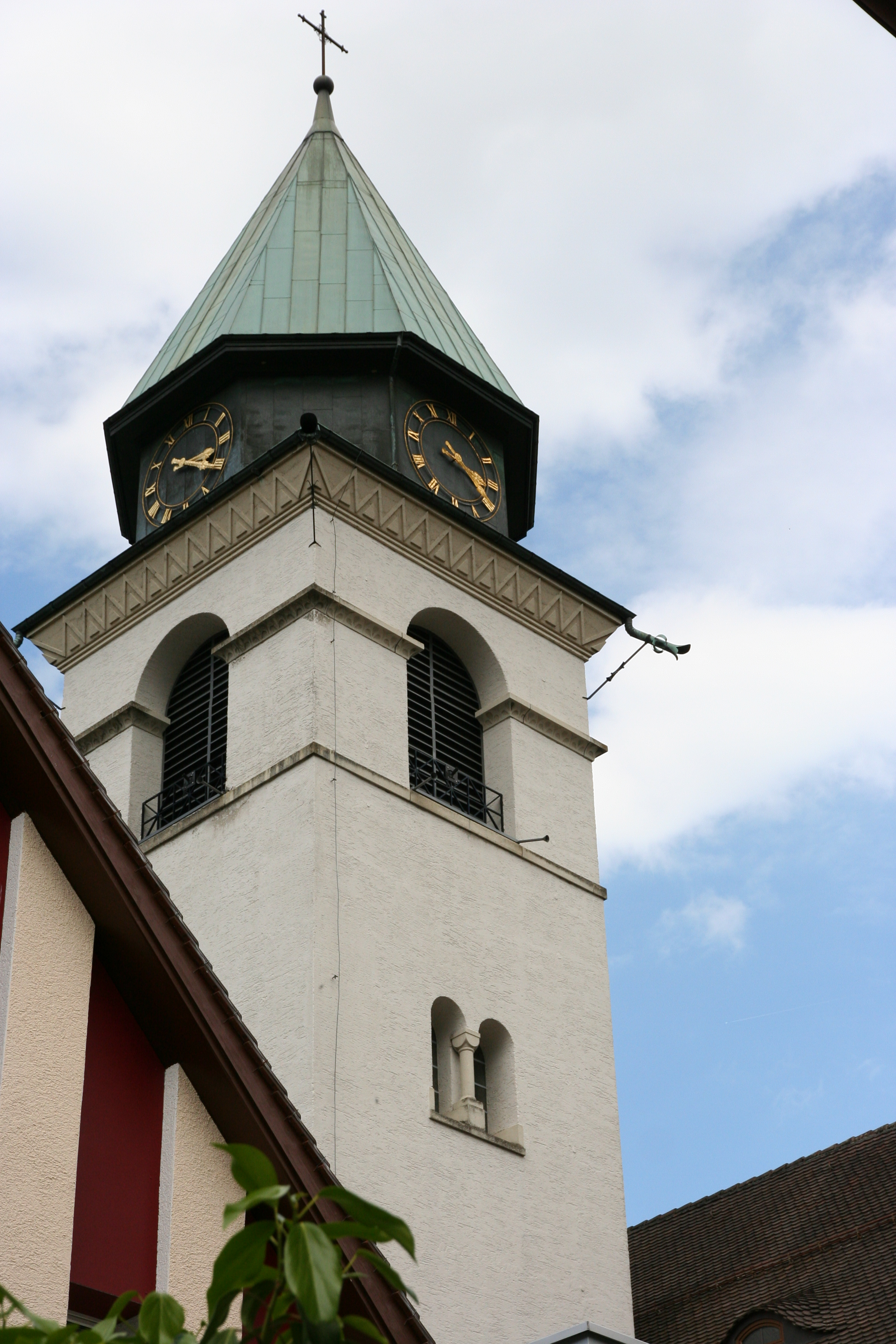
Der Kirchturm

Die Kirche St. Margarethen befindet sich an der Rütistrasse südwestlich vom Ortszentrum. Es handelt sich um eine neuromanische Kirche, ganz im Innerschweizer Stil wie andere von Joseph Steiner im Kanton Zürich errichtete Kirchen, so die Kirche Herz Jesu Zürich-Wiedikon, St. Franziskus Wetzikon oder St. Petrus Embrach. Die Kirche besteht aus einem dreischiffigen Längshaus, an das ein eingezogener, rund abgeschlossener Chor angegliedert wurde. An die Kirche wurde nordwestlich der viereckige Kirchturm angebaut, der mit einer eingezogenen Turmhaube abgeschlossen wird. Gut erkennbar ist die Anlehnung an die Romanik an den paarigen Rundbogenfenstern des Kirchenschiffs und Glockenturms. Auf der westlichen Seite der Kirche ist das Pfarreizentrum angebaut, welches ebenfalls von Architekt Joseph Steiner entworfen wurde. 
Die Glocken und die Turmuhr wurden am 15. März 1954 von der Steuergemeinde bewilligt. Am 12. August 1954 wurden die vier grossen Glocken von der Giesserei H. Rüetschi in Aarau gegossen und am 7. November in Wald von Bischof Christian Caminada geweiht. Die kleinste Glocke stammt aus dem Jahr 1874 und wurde vom Guardian des Kapuzinerklosters Rapperswil gestiftet. Ihrem heutigen Äusseren zufolge wurde sie im Jahr 1954 von der Firma Rüetschi überdreht, die ursprüngliche Zier entfernt und eine neue Inschrift eingeritzt.
| Nummer | Gewicht | Ton | Widmung             |
| ------ | ------- | --- | ------------------- |
| 1      | 2145 kg | c 1 | Erlöser             |
| 2      | 1243 kg | es1 | Ave Maria           |
| 3      | 928 kg  | f1  | Johannes der Täufer |
| 4      | 632 kg  | g1  | Pius                |
| 5      | 333 kg  | b1  | St. Margareten      |

### Innenraum und künstlerische Ausstattung

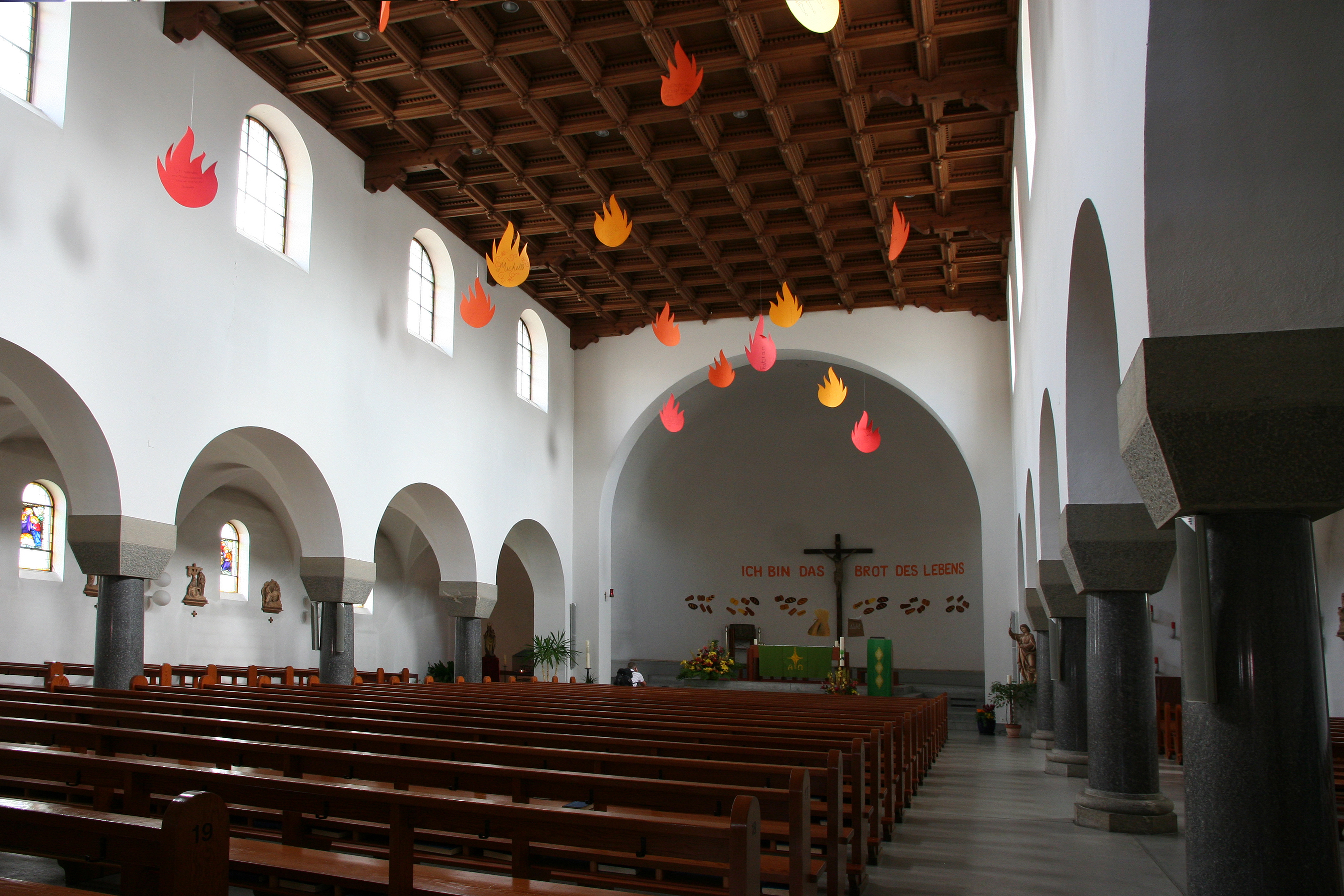
Innenansicht

Die Kirche St. Margarethen ist eine dreischiffige Kirche mit basilikalem Grundriss. Abgeschlossen wird das Hauptschiff mit einem eingezogenen Chor. Die romanisierenden Würfelkapitelle zwischen Haupt- und Seitenschiffen ruhen auf Säulen aus dunklem Stein. Die Decke der Kirche ist eine Holzkassettendecke, auf die die Brüstung der Orgelempore abgestimmt ist. Im Jahr 1927 war die Kirche noch karg ausgestattet. Ein schlichter Hochaltar, eine Kommunionbank sowie eine Kanzel bildeten die Grundausstattung der Kirche. Im Verlauf der Jahre wurde diese Ausstattung ergänzt und dem Zeitgeschmack angepasst. Im Jahr 1939 wurden ein neuer Hochaltar, eine neue Kanzel sowie Kommunionbänke eingebaut. Der Chor wurde mit Fresken des Kunstmalers August Frey aus Zürich geschmückt. Im Chor war Gottvater zu sehen, unter dem sich Menschen unterschiedlichen Standes versammelt hatten. Im Jahr 1945 wurde die Innenraumgestaltung der Kirche abgeschlossen. Hierbei erhielten die beiden Seitenaltäre zu Ehren der Gottesmutter und des hl. Joseph einen ergänzenden Wandschmuck. Bei der Gesamtsanierung der Kirche in den Jahren 1972–1973 wurde der Altarraum neu gestaltet und an die Vorgaben der Liturgiekonstitution des Zweiten Vatikanums angepasst. Da die Fresken von August Frey aus dem Jahr 1939 nicht mehr ins neue Konzept passten, wurden diese überdeckt. 2003 erhielt die Kirche einen neuen Kreuzweg, der als Besonderheit eine 15. Station umfasst. Diese zeigt die Auferstehung als Vollendung des Lebens und Leidens Christi. 2007 wurde eine neue Statue der Kirchenpatronin, der Hl. Margareta, eingesegnet.

### Orgel

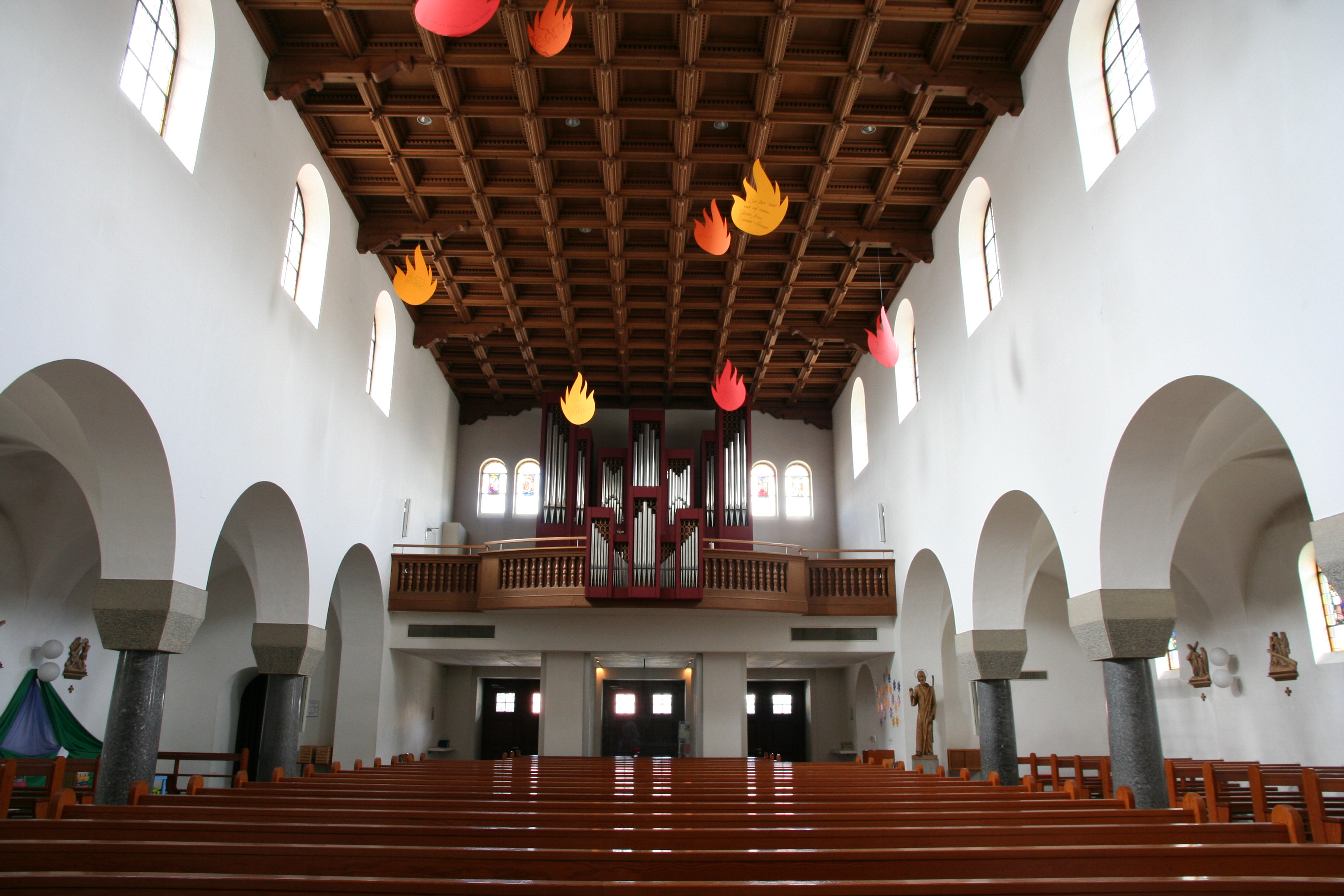
Blick zur Orgel

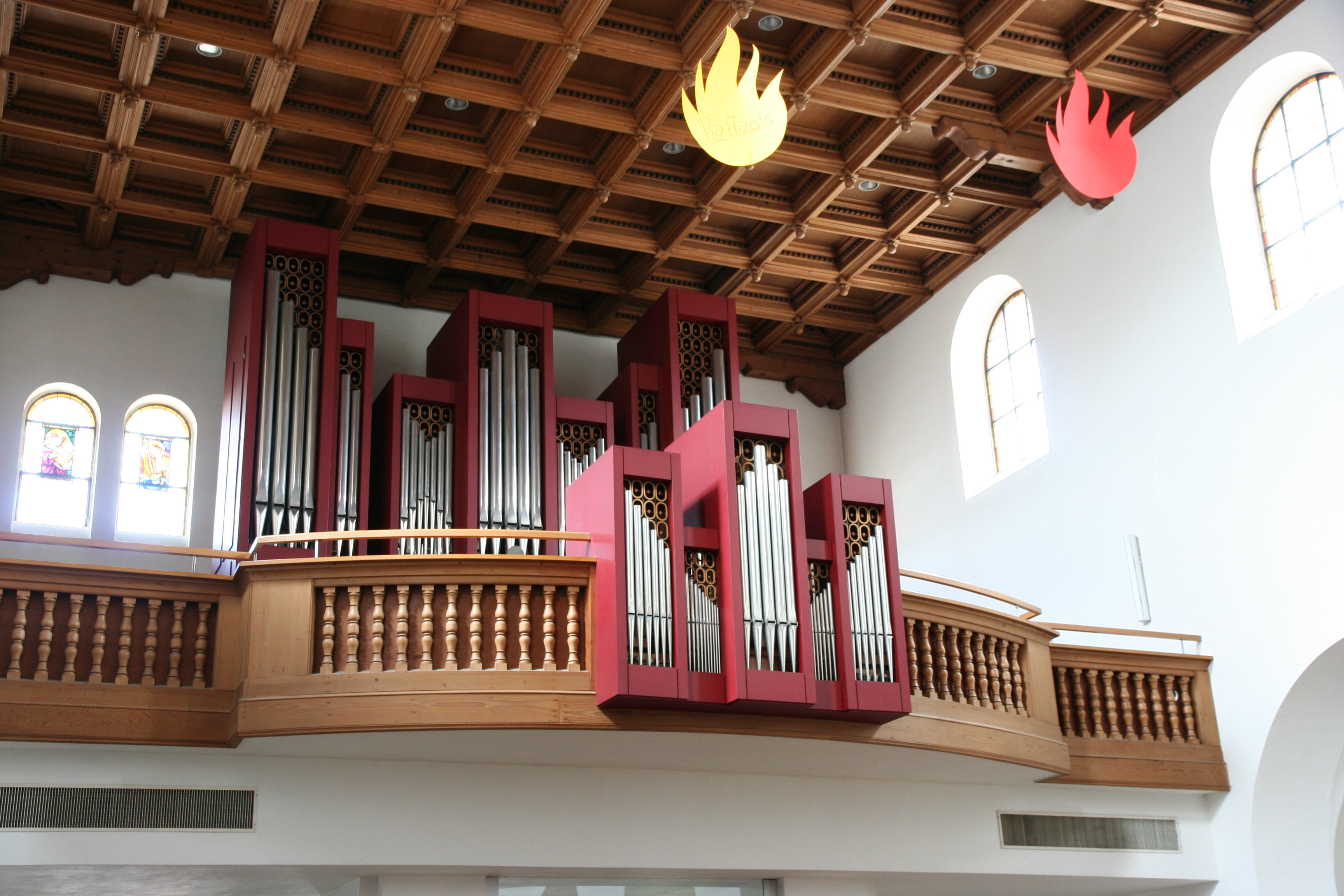
Mönch-Orgel von 1974

Im Jahr 1928 erhielt die Kirche ihre erste Orgel. Es handelte sich um ein Instrument aus dem Jahr 1736, das vor dem Einbau durch die Firma Späth Orgelbau, Rapperswil, gründlich überholt worden war. Nachdem sich Mängel am bestehenden Instrument gezeigt hatten, beschlossen die Verantwortlichen der Pfarrei, eine neue Orgel anzuschaffen. Diese wurde durch die Firma Mönch Orgelbau aus Überlingen erstellt. Es handelt sich um ein Instrument mit 1934 Pfeifen in 28 klingenden Registern auf zwei Manualen samt Pedal. Die Orgel besitzt eine mechanische Spieltraktur, eine elektrische Registratur sowie sechs mechanische Setzerkombinationen. Am 24. März 1974 wurde die neue Orgel der Kirche eingeweiht.
| I Rückpositiv C–g3 |       |
| Holzgedackt        | 8′    |
| Quintadena         | 8′    |
| Principal          | 4′    |
| Rohrflöte          | 4′    |
| Waldflöte          | 2′    |
| Quinte             | 1 ⁄3′ |
| Quinte             | 1′    |
| Sesquialter II     | 2 ⁄3′ |
| Scharf III-IV      | 1′    |
| Krummhorn          | 8′    |
| Tremulant          |       |

| II Hauptwerk C–g3 |       |
| Bordun            | 16′   |
| Principal         | 8′    |
| Rohrgedackt       | 8′    |
| Harfpfeife        | 8′    |
| Octave            | 4′    |
| Flöte             | 4′    |
| Quinte            | 2 ⁄3′ |
| Octave            | 2'    |
| Cornet III        | 2 ⁄3′ |
| Mixtur IV–V       | 1 ⁄3′ |
| Trompete          | 8′    |

| Pedalwerk C–f1 |       |
| Subbass        | 16′   |
| Octave         | 8′    |
| Gedackt        | 8′    |
| Oktave         | 4'    |
| Nachthorn      | 2′    |
| Hintersatz IV  | 2 ⁄3′ |
| Posaune        | 16′   |
| Zinke          | 8′    |

- Koppeln: II/I, I/P, II/P